# Caproni Ca.133
Caproni Ca.133 byl italský třímotorový hornoplošník smíšené konstrukce s pevným podvozkem ostruhového typu. Byl používán jako transportní letoun a pomocně i jako bombardér.

## Vznik
Letoun Caproni Ca.133 vznikal postupně z třímotorového dopravního typu Caproni Ca.97, který od roku 1932 krátce sloužil také u ČSA. Jeho zvětšením a aerodynamickým zjemněním konstrukce vznikl v roce 1927 třímotorový typ Ca.101, následovaný jednomotorovým Ca.111. Oba typy byly zařazeny do italského vojenského letectva.
Regia Aeronautica považovalo koncepci Ca.101 za vhodnou a požadovalo od společnosti hraběte Gianni Caproniho zdokonalené provedení. Práce byly zahájeny v roce 1934 pod vedením R. Verduziho, který nejdříve vyhotovil projekt Ca.131 a po něm definitivní řešení Ca.133.

## Vývoj
Prototyp Ca.133 (MM.283) byl zalétán v prosinci 1934, následován záhy druhým letounem (MM.284). Pohon zajišťovaly tři hvězdicové motory Piaggio P-VII C-16 s výkonem po 316 kW, opatřené dvoulistými kovovými vrtulemi a kryty typu NACA. Osádku tvořili podle určení dva až čtyři muži, kteří obsluhovali také čtyři pohyblivé kulomety Lewis ráže 7,7 mm. Jeden byl instalován ve spodní části trupu pod pilotní kabinou, druhý ve hřbetním střelišti a po jednom bylo v bočních oknech. Pod trupem byly dva závěsníky pro pumy po 250 nebo 500 kg, v trupu pak pumovnice pro různé druhy pum od šesti kusů po 50 kg až po 102 kusy po 2 kg.

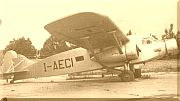
Caproni Ca.148 (imatrikulace I-AECI)

Mezi prosincem 1935 a březnem 1936 probíhala produkce první série sedmnácti kusů, určených pro zahájení akcí proti Etiopii. Do dubna 1937 bylo na toto bojiště odesláno 196 exemplářů Ca.133.
Sedm letounů bylo dodáno v sanitním provedení Ca.133S pro šest ležících a čtyři sedící raněné s lékařským personálem. Ve větším počtu vznikly také vojenské transportní Ca.133T pro 16 pěšáků, nebo kanón ráže 47 mm s obsluhou. Přiděleny byly také stíhacím jednotkám, kde přepravovaly náhradní díly, střelivo, zbraně a palivo. Upravené Ca.133P byly určeny pro 16 výsadkářů.
Dalším vývojem vznikl prototyp Ca.142 z prosince 1935 se zatažitelným podvozkem. V květnu 1937 poprvé vzlétl další prototyp označený Ca.148 opět s pevným podvozkem, s pilotní kabinou posunutou vpřed a se zvětšenou kapacitou pro 18 cestujících. Prvních šest strojů převzala letecká společnost Ala Littoria, později přešly do vojenských služeb. Dvě série Ca.148P, objednané v srpnu 1943, se dostavovaly pro wehrmacht v severní části Itálie. U firmy Caproni v Taliedu bylo postaveno 6 Ca.148, 30 u Caproni Vizzola A. S. a dalších 70 licenčně u společnosti AVIS.

## Nasazení
Ca.133 se podílely na většině bojových akcí Regia Aeronautica. 40 strojů se účastnilo obsazení Albánie v dubnu 1939. Po skončení bojů v Etiopii zůstaly v Italské východní Africe 183 letouny, v Libyi pak 134. Zde byly používány také k bombardování, avšak vzhledem k vysokým ztrátám přešly k sanitní službě a dopravě.
V září 1940 byly Ca.133T nasazeny v Belgii proti Británii. Ca.133S pak používal Italský expediční sbor v SSSR.
Poslední Ca.133 (I-MULO) létal v civilní dopravě do roku 1948, poslední Ca.148 používal předseda italského aeroklubu do roku 1956.

## Specifikace

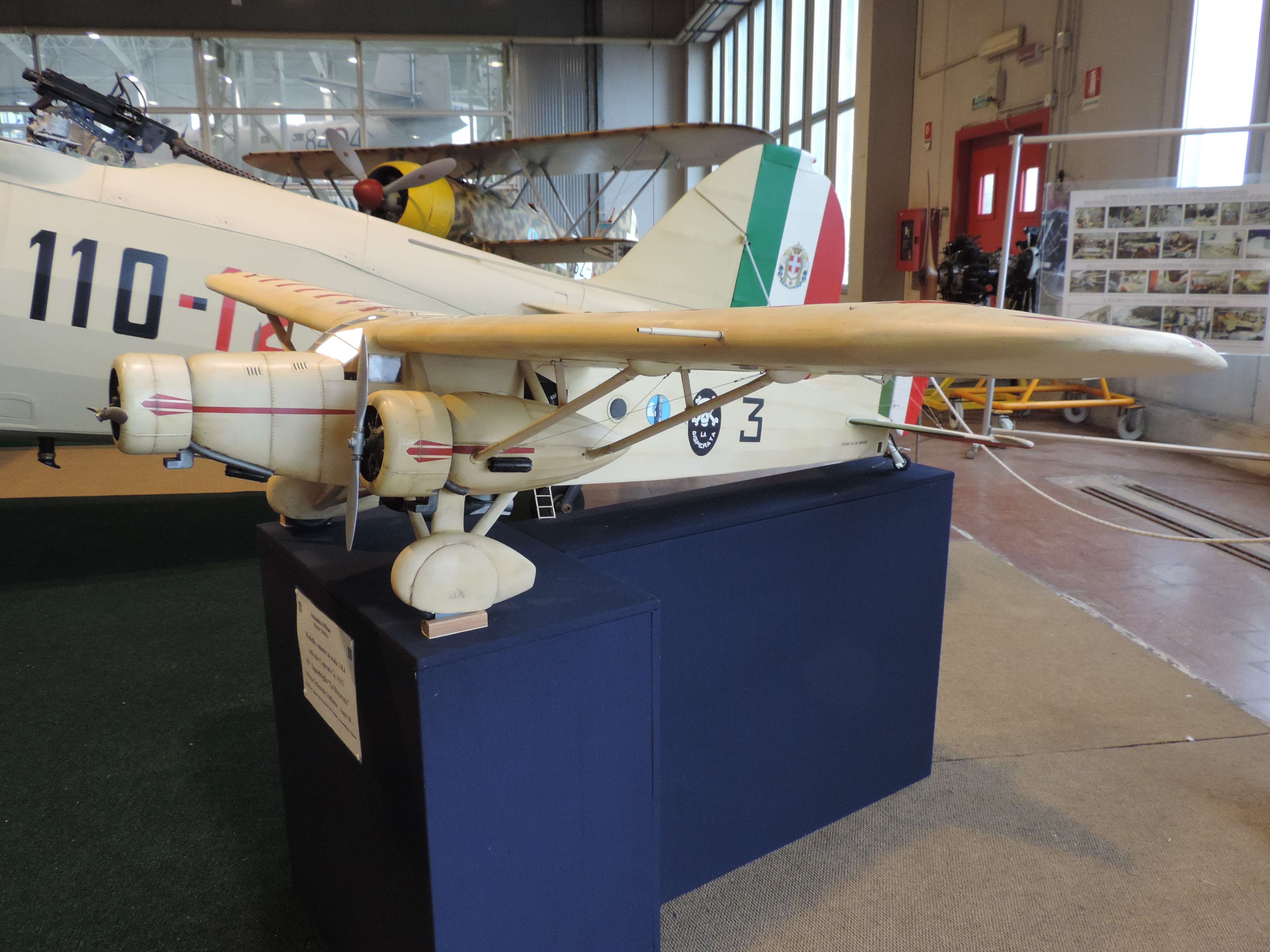
Model stroje Caproni Ca.133T

Údaje dle

### Technické údaje
- Osádka:
- Rozpětí: 21,44 m
- Délka: 15,45 m
- Výška: 4,00 m
- Nosná plocha: 70,90 m²
- Hmotnost prázdného letounu: 4200 kg
- Vzletová hmotnost: 6700 kg
- Pohonná jednotka:

### Výkony
- Maximální rychlost v 4000 m: 230 km/h
- Cestovní rychlost: 200 km/h
- Počáteční stoupavost: 286 m/min
- Výstup na 4000 m: 21 min
- Dostup: 5500 m
- Dolet: 1000 km